# Plaimberg
Plaimberg (früher auch Blamberg, Bleimberg usw.) ist eine Ortschaft in der Gemeinde Bergern im Dunkelsteinerwald im Bezirk Krems-Land in Niederösterreich. Sie hat 9 Einwohner (Stand 1. Jänner 2024).

## Geografie
Der zwischen Geyersberg und Schenkenbrunn gelegene Ort befindet sich im Einzugsbereich des Hiesbergbaches und ist nach Südosten exponiert. Der Ort wird durch die Landesstraße L109 erschlossen, die in einer markanten Kurve den Taleinschnitt überwindet; im Ort gibt es eine Autobus-Haltestelle.
Der Ortsname bezieht sich auf den Plaimberg, einer Flanke im Westen über der Ansiedlung, und leitet sich von mittelhochdeutsch bluome her, was Blume bedeutet aber auch den Ertrag an Gras und Heu bezeichnet.
Am 1. April 2020 umfasste die Ortschaft 3 Adressen.
In Plaimberg besteht keine örtliche Versorgung mit Löschwasser, weshalb hier die Feuerwehr eine für Österreich neuartige Löschtaktik zur Bekämpfung von Waldbränden erprobte. Rund 110 Feuerwehrmänner aus 9 Feuerwehren errichteten dabei zwei Relaisleitungen und gleichzeitig wurde eine Wassergasse gebildet, um eine fiktive Waldbrandfront zurückzuhalten. Die Löschtaktik der Wassergasse stammt aus dem Zweiten Weltkrieg, wo damit in Deutschland die Zivilbevölkerung aus brennenden Straßenzügen gerettet wurde.

## Geschichte
Der Franziszeische Kataster von 1821 zeigt den Ort mit einem großen und zwei kleineren Anwesen. Damals wurde der Ort als Blamberg bezeichnet.
Im Jahr 1822 wurde der Ort als Dorf mit drei Häusern genannt, das nach Maria Langegg eingepfarrt war und dessen Kinder nach Geyersberg eingeschult wurden. Die Herrschaft Wolfstein am Gurhof besaß die Ortsobrigkeit, übte die Landgerichtsbarkeit aus und hatte die Grundherrschaft inne. Die Konskription wurde von der Herrschaft Arnsdorf besorgt.
Schweickhardt nannte im Ort drei Familien, die vom Tagelohn und der Holzarbeit lebten; auf ihren Äckern bauten sie nur Winterkorn und Erdäpfel aus, für den eigenen Bedarf betrieben sie noch etwas Viehzucht und Obstbau.
Nach 1850 war der Ort ein Teil der Gemeinde Geyersberg, bis diese am 1. Jänner 1968 nach Bergen eingemeindet wurde.